# Pseudonortonia rufolineata
Pseudonortonia rufolineata är en stekelart som först beskrevs av Cameron 1905.  Pseudonortonia rufolineata ingår i släktet Pseudonortonia och familjen Eumenidae. Inga underarter finns listade i Catalogue of Life.